# Содерини, Франческо
Франческо Содерини (итал. Francesco Soderini; 10 июня 1453, Флоренция, Флорентийская республика — 17 мая 1524, Рим, Папская область) — итальянский куриальный кардинал. Епископ Вольтерры с 11 марта 1478 по 23 мая 1509. Епископ Кортоны с 6 марта 1504 по 23 мая 1505. Епископ Виченцы с 12 июня 1514 по 14 марта 1524. Вице-декан Священной Коллегии Кардиналов с 9 по 18 декабря 1523. Декан Священной Коллегии Кардиналов с 18 декабря 1523 по 17 мая 1524. Кардинал-священник с 31 мая 1503, с титулом церкви Санта-Сусанна с 12 июня 1503 по 15 сентября 1508. Кардинал-священник с титулом церкви Санти-XII-Апостоли с 15 сентября 1508 по 29 октября 1511. Кардинал-епископ Сабины с 29 октября 1511 по 27 июня 1513. Кардинал-епископ Палестрины с 18 июля 1516 по 9 декабря 1523. Кардинал-епископ Порто и Санта-Руфина с 9 по 18 декабря 1523. Кардинал-епископ Остии и Веллетри с 18 декабря 1523.

## Ранние годы
Родился Франческо Содерини 10 июня 1453 года, во Флоренции, Флорентийская республика. Происходил из знатной семьи, связанной с семьёй Медичи. Франческо был шестым из семи детей Томмазо Содерини и Дианоры Торнабуони. Его называли кардиналом Вольтерры.
Франческо Содерини изучал каноническое и гражданское право.
Франческо Содерини был профессором обоих прав в Пизанском университете в 1476 году. Фамильяр Папы Сикста IV.

## Служба во Флоренции и Риме
11 марта 1478 года избран епископом Вольтерры, администратор до достижения канонического возраста 27 лет. Оставил епархию 23 мая 1509 года в пользу своего племянника Джулиано. Он отправился жить в римскую курию. 7 декабря 1478 года вступил в братство Святого Духа в Сассии, в Риме. Каноник капитула патриаршей Ватиканской базилики.
В ноябре 1480 года он был членом флорентийского посольства перед папой Сикстом IV, чтобы попросить снять интердикт, который он наложил против Флоренции из-за заговора Пацци. Содерини произнёс речь, которая очень впечатлила Папу Сикста IV.
Прелат-помощник Папы с 5 декабря 1480 года. Референдарий Трибунала Апостольской Сигнатуры с начала мая 1481 года. В 1484 году посол при Папе Иннокентие VIII, передал поздравления Флоренции в связи с избранием его на папство. Сопровождал короля Франции Карла VIII в Совет флорентийцев в 1485 году.
Франческо Содерини был рукоположен в священника 27 марта 1486 года, в сакристии церкви Святого Лаврентия, во Флоренции, рукополагал Ринальдо Орсини, архиепископ Флоренции.
Апостольский секретарь с 31 декабря 1483 года. 1 января 1484 года назначен аудитором противоречивого письма.

## Епископское и дипломатическое служение
Когда, где и кем был рукоположен, информация отсутствует. В сентябре 1491 года он впервые отслужил мессу в кафедральном соборе Вольтерры при содействии Якопо Герарди и Марио Маффеи, двух друзей из Римской курии, которые были держателями должностей в епархии. Содерини был отсутствующим епископом и руководил епархией через генерального викария.
Летом 1494 года он покинул Римскую курию и вернулся во Флоренцию, чтобы служить дипломатом на службе у флорентийского государства. 24 декабря 1495 года Содерини был послан Флоренцией в качестве посланника при короле Франции Карле VIII, оставался в должности до сентября 1497 года. Флорентийский посол в Милане с 28 декабря 1498 года, оставался в должности до 1499 года. 21 октября 1500 года Содерини был назначен послом Флоренции при Папе Александре VI, посольство продолжалось менее четырех месяцев, в то время распространялись слухи, что Папа хотел сделать Чезаре Борджиа королём Романьи и восстановить Пьеро де Медичи во Флоренции.
Епископ Содерини был отправлен послом Флоренции в ещё две миссии во Францию, первая с сентября 1501 года по май 1502 года, а вторая с ноября 1502 по июнь 1503 года. Содерини был возведён в кардиналы по просьбе короля Франции Людовика XII. 22 июня 1502 года он покинул Флоренцию в сопровождении Никколо Макиавелли в качестве посла Флоренции к Чезаре Борджиа, посольство продолжалось до ноября того же года.

## Кардинал

### При Юлие II
Возведён в кардинала-священника на консистории от 31 мая 1503 года, он был объявлен 2 июня 1503 года, получил титул церкви Санта-Сусанна 12 июня 1503 года. Прибыл в Рим 30 августа 1503 года.
Участвовал в первом конклаве 1503 года, который избрал Папу Пия III. Участвовал во втором конклаве 1503 года, который избрал Папу Юлия II. Получил несколько бенефиций от нового Папы Юлия II, но отказался от попыток повлиять на Чезаре Борджиа.
6 марта 1504 года назначен епископом Кортоны, занимал епархию до 23 мая 1505 года. В ноябре 1504 года, будучи папским комиссаром, он приписал комменду епархии Агде кардиналу Никколо Фиески. 27 ноября 1506 года он предоставил Микеланджело Буонаротти охранную грамоту, чтобы отправиться из Флоренции в Болонью, куда он был призван Папой, чтобы ваять бронзовую статую понтифика.
Администратор епархии Сенес с 27 января 1507 года, согласно обещанию, которое Папа сделал королю Франции 26 июля 1506 года, отказался от епархии 12 июня 1514 года. 15 сентября 1508 года получил титулярную церковь Санти-XII-Апостоли. Аббат-коммендатарий камальдолезского монастыря Сан-Сальваторе-ди-Валле-Кристио, епархия Камерино с 11 апреля 1511 года. Назван протектором ордена бенедиктинцев-камальдулов Папой Юлием II, он также был протектором ордена бенедиктинцев-цистерцианцев. 29 октября 1511 года кардинал Франческо Содерини был избран для сана кардиналов-епископов и субурбикарной епархии Сабины. Участвовал в V Латеранском соборе.

### При Льве X
Участвовал в Конклаве 1513 года, который избрал Папу Льва X, хотя он был болен, он остался возле Кантории, на втором этаже Ватиканского Апостольского дворца. Получил многочисленные бенефиции в Италии от нового Папы Льва X. Когда епархия Сабины была восстановлена за кардиналом Бернардино Лопесом де Карвахалем, когда он был восстановлен в сане кардинала, кардинал Содерини был переведён в епархию Тиволи как episcopatus cardinalis (кардинал-епископ) 27 июня 1513 года, до тех пор, пока субурбикарная епархия не станет вакантной.
5 ноября 1513 года в Витербо он был назначен папским легатом в Риме на время отсутствия Папы Льва X, который отправился во Флоренцию и Болонью. 12 июня 1514 года назначен епископ Виченцы, занимал её до 14 марта 1524 года. Администратор епархии Нарни вскоре после 21 апреля 1515 года до 18 мая 1517 года. 18 июля 1516 года избран кардиналом-епископом Палестрины. Администратор епархии Ананьи с 1517 года по 5 марта 1523. Он проживал в Риме в Борго.
На консистории от 8 июня 1517 года он был обязан признать свою причастность к заговору кардиналов Бандинелло Саули и Альфонсо Петруччи и предложив папскую тиару кардиналу Раффаэле Сансони Галеотти Риарио. Он получил благосклонность кардинала, заплатив 12 500 дукатов, сумму, которая была удвоена вскоре после этого. Опасаясь за свою жизнь, он отправился в Палестрину в дом Колонна. Он получил от Папы, при посредничестве короля Франции, разрешение пойти в Фонди, обещая не покидать Неаполитанское королевство и жить в отставке. После смерти Папы Льва X, он вернулся в Рим в декабре 1521 года.

### При Адриане VI
Участвовал в Конклаве 1521—1522 годов, который избрал Папу Адриана VI. На консистории от 21 февраля 1523 года он был одним из трёх кардиналов, призванных искать мира. Он присутствовал при прибытии в Рим нового Папы Адриана VI, находившегося в Испании во время своего избрания.
Кардинал Содерини был назначен губернатором Равенны, а другие кардиналы разделили другие города Папской области. Его великий противник, кардинал Джулио Медичи, уединившись во Флоренции в октябре 1522 года, освободив кардинала Содерини от своих интриг. Он написал королю Франции, призывая его оккупировать Сицилию и добиться разрыва между Папой Адрианом VI и Медичи, к которым он имел большую привязанность. Он был обвинён Папой, который послал за ним вечером 27 апреля 1523 года. Кардинал был арестован и отправлен в замок Святого Ангела. Все его документы и ценные предметы были конфискованы. На консистории, на следующий день, его процесс был поручен трём кардиналам. Он заболел в июне 1523 года, его имущество и трое его слуг были возвращены ему добротой папы; этот процесс продолжался, несмотря на вмешательство короля Франции Франциска I и нескольких кардиналов.

### Конец жизни
По смерти Папы Адриана VI, последовавшей 14 сентября 1523 года, он был освобожден Священной Коллегией кардиналов и допущен к Конклаву 1523 года, который избрал Папу Климента VII.
Новый папа, пообещавший ему свою милость, предоставил кардиналу Содерини полную амнистию. 9 декабря 1523 года он был одним из трёх кардиналов, которым был поручен вопрос о лютеранах. 9 декабря 1523 года избран кардиналом-епископом Порто и Санта-Руфина. Вице-декан Священной Коллегии Кардиналов с 9 декабря 1523 года. 18 декабря 1523 года кардиналом-епископом Остии и Веллетри, который был деканом Священной Коллегии Кардиналов.
Скончался кардинал Франческо Содерини 17 мая 1524 года, в своём доме в Торре Сангиньи, в Риме. Из-за страха перед чумой было решено, что будут участвовать в отпевании только кардиналы и чиновники-прелаты, оно произошло в церкви Санта-Мария-дель-Пополо утром следующего дня, 18 мая. С надгробной речью выступил римский гуманист Баттиста Казали. Тело было погребено рядом со своим братом Пьеро Содерини в этой церкви.